# Villa romaine d'Els Munts
La  villa romaine d'Els Munts est  un site archéologique situé dans la municipalité d'Altafulla, près de Tarragone, dans la province de Tarragone en Catalogne,.
la villa d'Els Munts se trouve au sommet du versant ouest d'une colline côtière qui fait partie du Cap Roig, dont l'origine est de l'ère du miocène. Elle surplombe la Méditerranée et se trouve à proximité de la Via Augusta . 
Elle est considérée comme villa remarquable pour ses mosaïques et son état de conservation exceptionnelle. Comme la cité antique de Tarraco, elle est classée au patrimoine mondial de l'UNESCO.

## Historique
Les anciens peuples connus sous le nom d'Ibères furent les premiers habitants de la région. L'historien romain Tite-Live mentionne Tarraco en décrivant une partie des origines de la deuxième guerre punique. La villa fut initialement construite au Ier siècle apr. J.-C., sur laquelle les vestiges conservés aujourd'hui furent construits au milieu du IIe siècle. Quelque temps après 175 apr. J.-C. mais avant l'an 200, un incendie brûla à la villa d'Els Munts, et les habitants l'abandonnèrent. 
Le propriétaire de la villa était Caius Valerius Avitus, duumvir de la province romaine de Tarraco. Une peinture murale du site indique cette information.

## Description

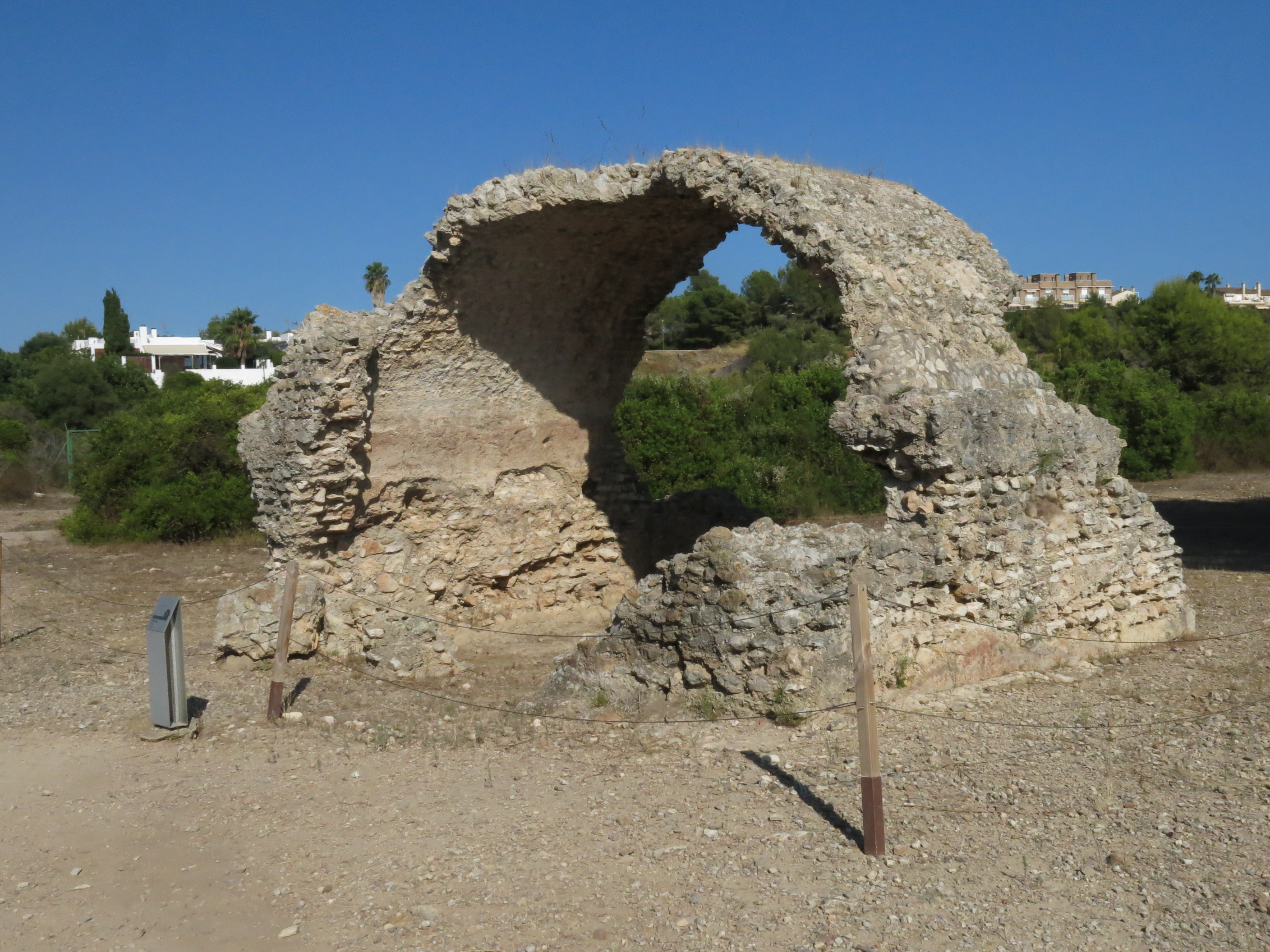
La Tartana.

La villa d'Els Munts comprend plusieurs éléments, dont des thermes, des jardins et un temple. Au total, la villa comprenait un jardin, un couloir semi-sous-sol avec une citerne pour Caius Valerius Avitus, un péristyle, une citerne connue localement sous le nom de La Tartana, un réservoir d'eau plus étendu, une salle à manger (triclinium), le mithraeum (un temple dédié au dieu Mithra), un couloir à portiques. 
Les thermes avaient une réception avec un atrium et un sol en dalles de pierre alcôve. Il y avait des pièces chauffées : caldarium, tepidarium et fourneaux avec hypocauste, et des chambres froides (frigidarium). Une chaudière (praefurnium), chauffait les pièces chaudes par le bas. Enfin, il y avait des latrines dont l'excès d'eau des bains était utilisé pour éliminer les excréments.

## Galerie

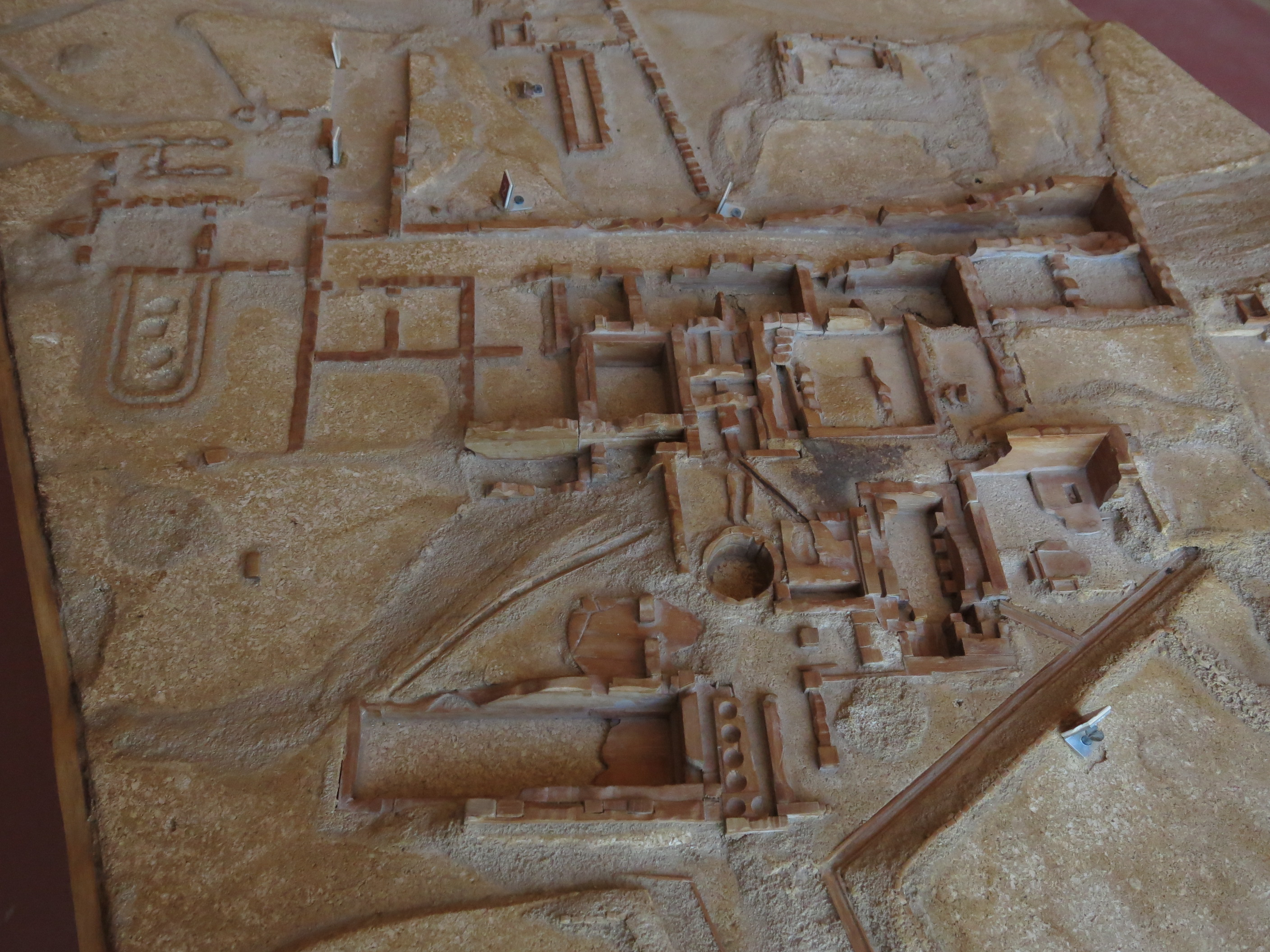
Maquette de l'édifice principal.
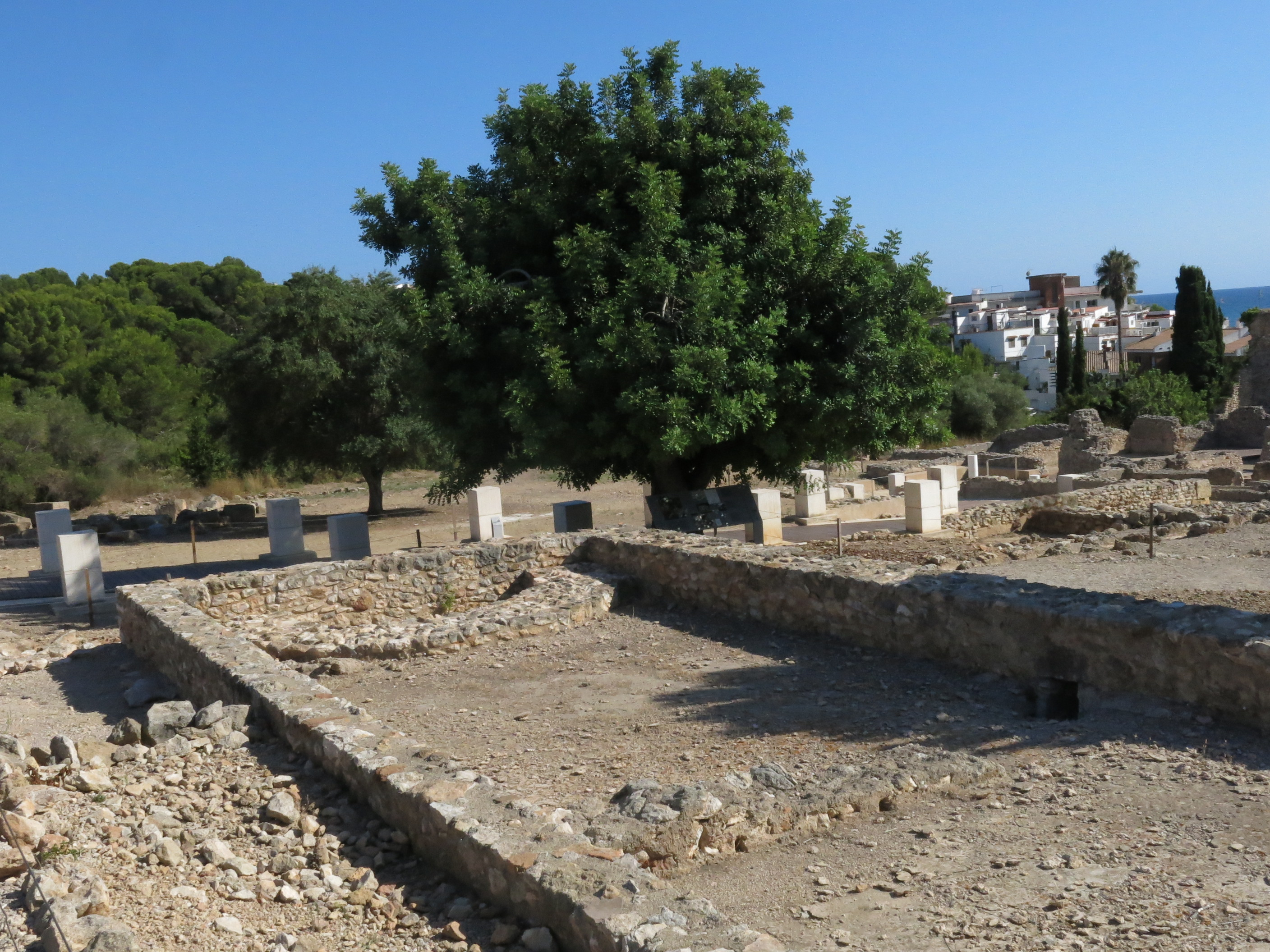
Le jardin.
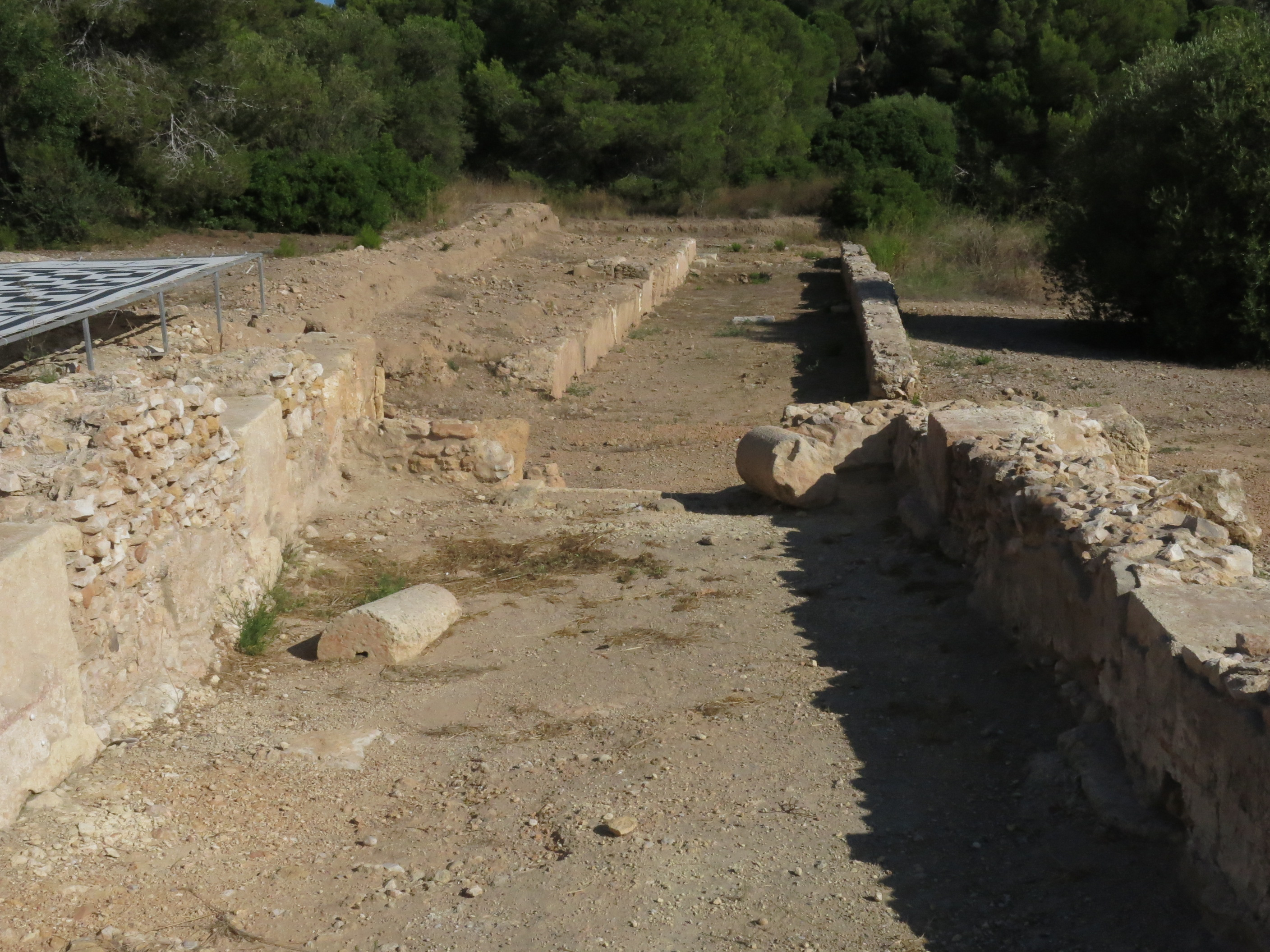
Les vestiges du mithraeum.
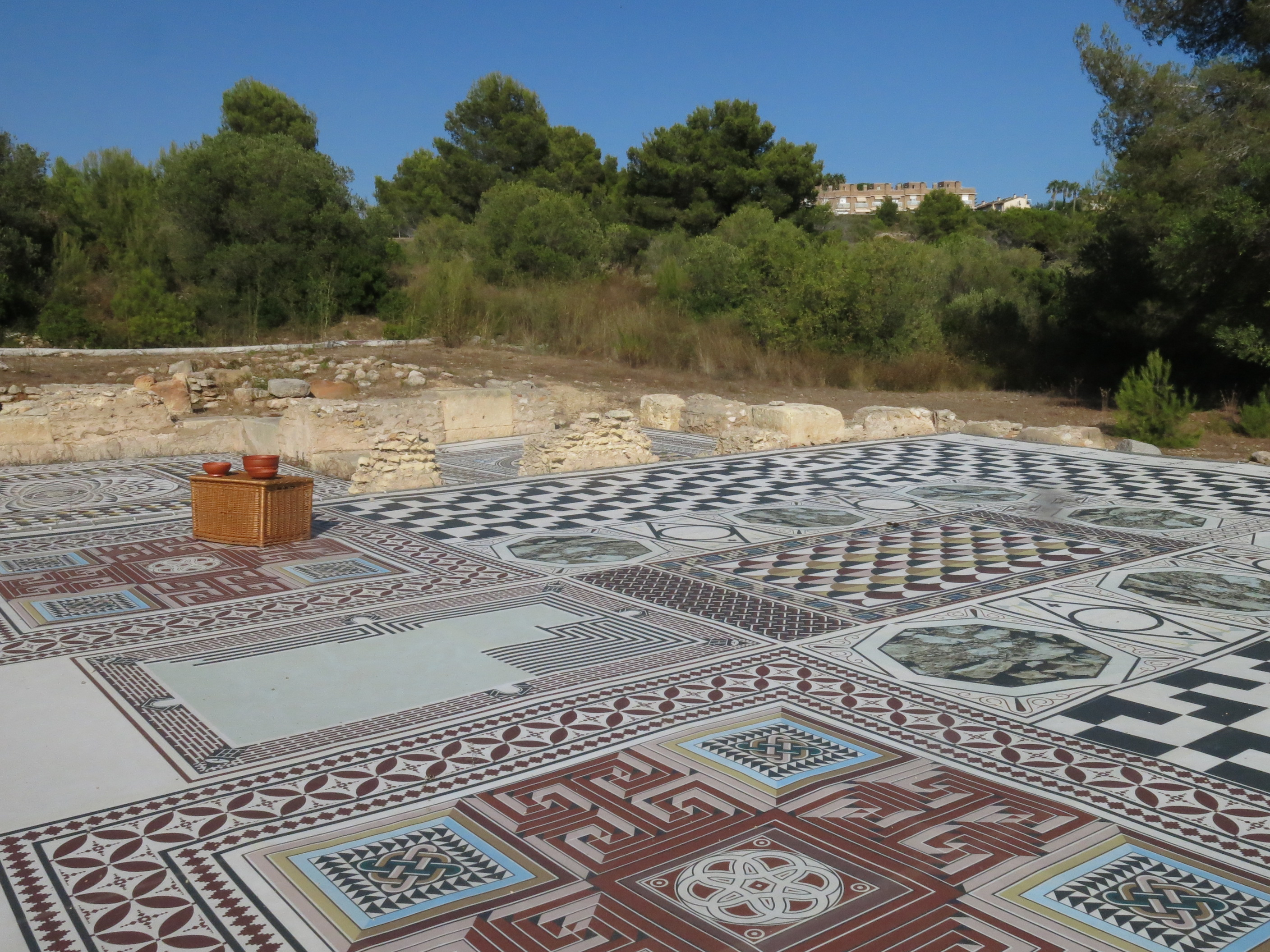
Les mosaïques de la salle des banquets.
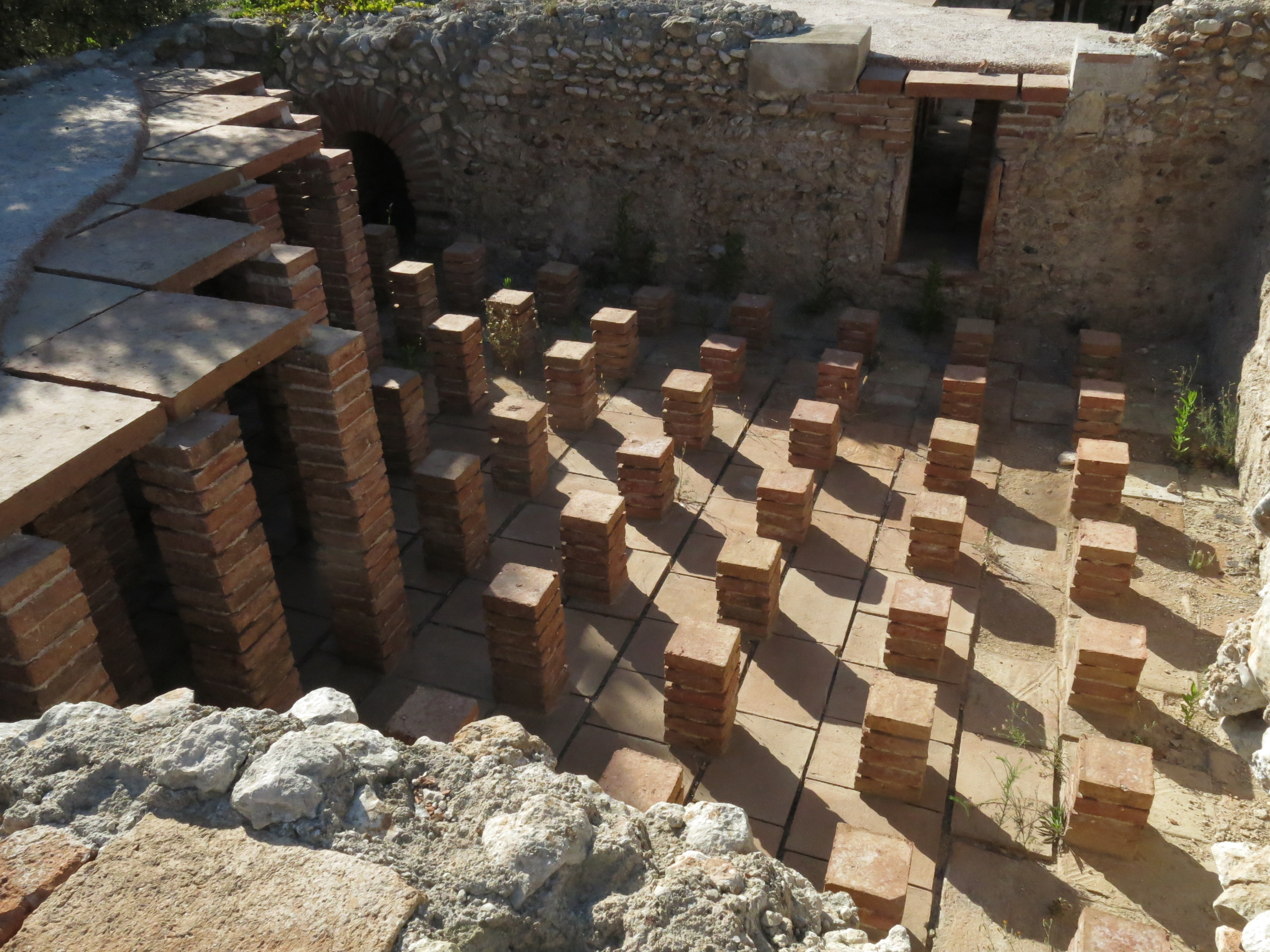
L'Hypocauste des thermes.
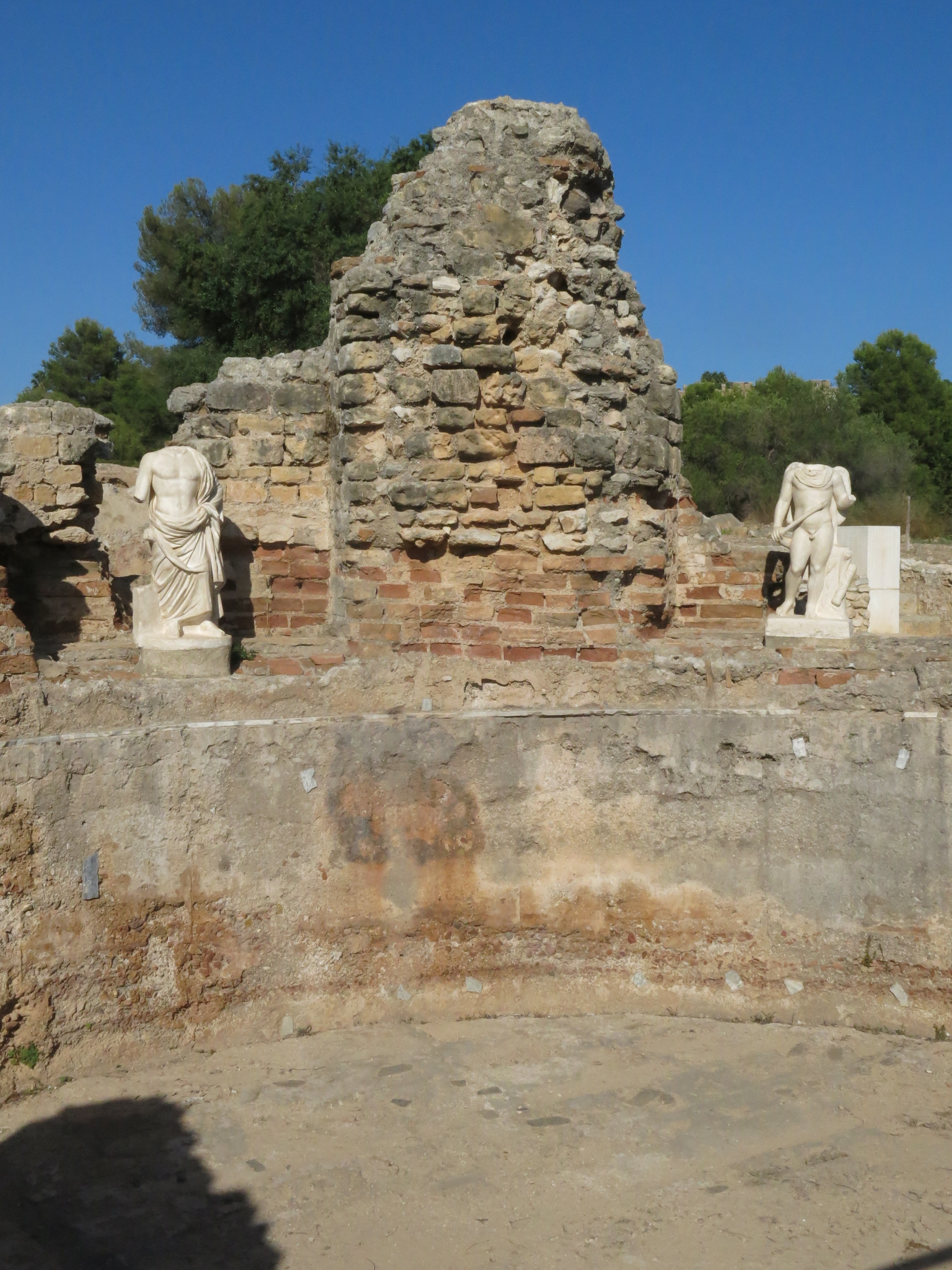
Les statues du frigidarium.